# Chiara Boggiatto
Chiara Boggiatto (ur. 17 lutego 1986 w Monaclieri) – włoska pływaczka specjalizująca się w stylu klasycznym. 
Wicemistrzyni Europy w sztafecie 4 x 100 m stylem zmiennym z Debreczyna. Trzykrotna brązowa medalistka mistrzostw Europy na krótkim basenie. 
Uczestniczka igrzysk olimpijskich w Atenach i w Londynie.
Jest siostrą Alessio - również pływaka, olimpijczyka z Aten i Pekinu.